# Möhlin
Möhlin est une ville et une commune suisse du canton d'Argovie, située dans le district de Rheinfelden.

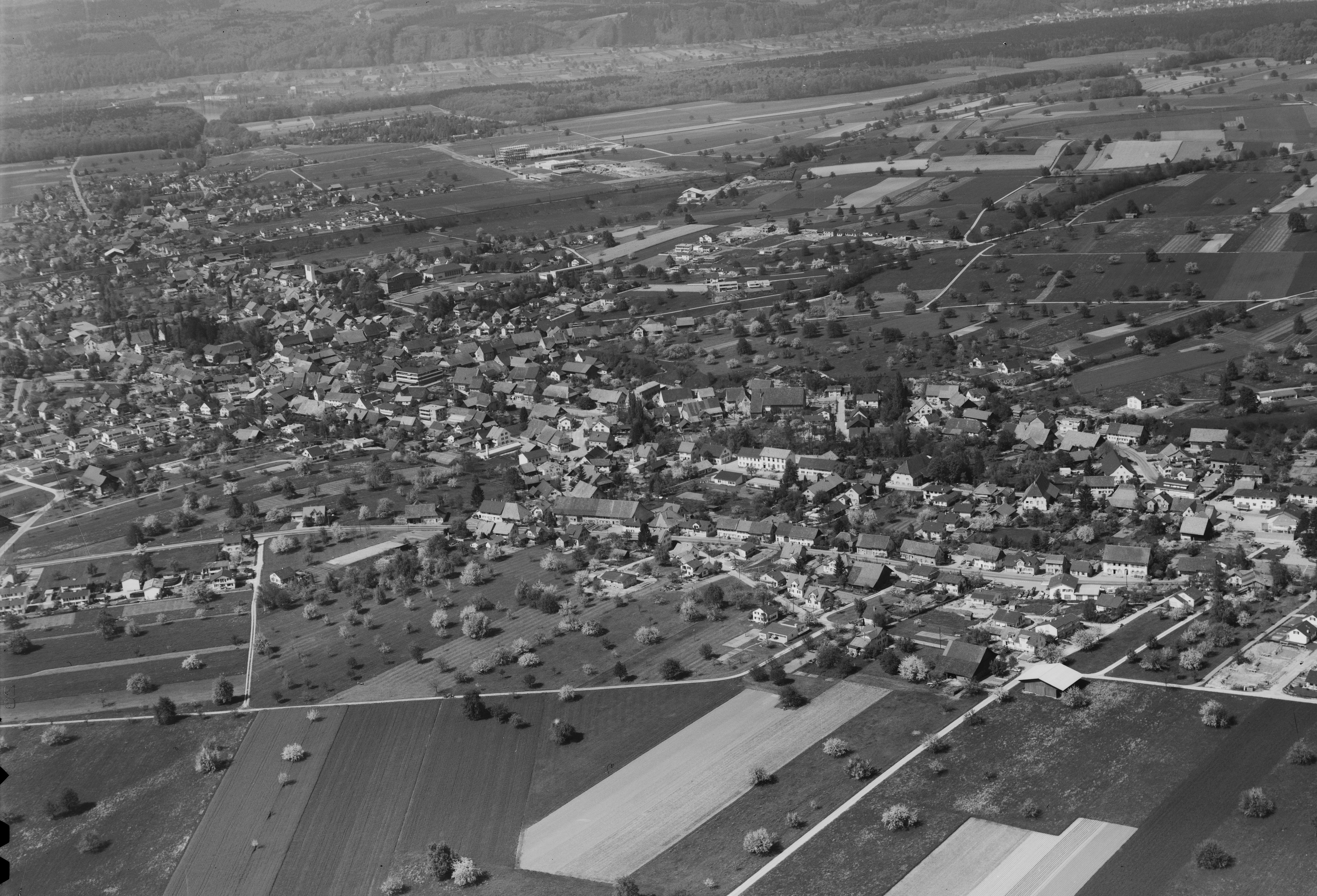
Photo aérienne (1965).

## Personnalités
- Ivan Rakitić, footballeur croate.